# Eophrixus enchophyllus
Eophrixus enchophyllus là một loài chân đều trong họ Bopyridae. Loài này được Caroli miêu tả khoa học năm 1930.